# 闽学会
闽学会是清朝末年的一个维新派政治组织。
清光绪二十四年正月初十（1898年1月31日，一说农历二月），林旭、張亨嘉等居住在北京的福建籍维新派人士于北京福建会馆成立闽学会。林旭任倡始董事。闽学会的宗旨是：振励士气，讲求变法，挽救危局。同年三月，闽学会并入保国会。